# Storudden, Pargas
Storudden är en del av en ö i Finland.   Den ligger i kommunen Pargas i landskapet Egentliga Finland, i den södra delen av landet, 150 km väster om huvudstaden Helsingfors. Storudden ligger på ön Lillmälö.